# Tina Winklmann
Tina Winklmann (nascida a 26 de fevereiro de 1980) é uma política alemã. Winklmann tornou-se membro do Bundestag depois de ter sido eleita nas eleições federais alemãs de 2021. Ela é afiliada ao partido Aliança 90/Os Verdes.
Ela tornou-se membro do partido Aliança 90/Os Verdes em 1996.